# 丹特 (足球运动员)
丹特·邦芬·科斯塔·桑托斯（葡萄牙語：Dante Bonfim Costa Santos，1983年10月18日—），俗称为丹特（葡萄牙語發音：[ˈdɐ̃tʃi]），巴西足球运动员，是法甲尼斯陣中的中后卫並擔任隊長，此前也曾司職防守中场或左后卫。作为一名大器晚成的球员，丹特凭借其出色的速度、力量、抢断和制空能力而跻身欧洲最优秀的中后卫之列。

## 俱乐部生涯

### 早年生涯
丹特于2001年加入尤文图德的青训系统，并在2002年正式进入该俱乐部的一线队。2004年，他转会至欧洲，被法甲球队里尔签入。在里尔的两个赛季中，丹特仅得到总共12次的联赛出场机会，遂于2006年前往比利时，加盟皇家沙勒罗瓦。丹特在比甲取得了成功，在那里他出场27次，并帮助球队以排名第五的体面成绩完赛，随后，他转投同国球队标准列日。在比利时豪门的处子赛季中，他又帮助球队加冕了联赛冠军，这位巴西后卫证明了自己是夺冠阵容中不可或缺的一员，整个赛季仅缺席了1场比赛。在标准列日的第二个赛季里，丹特仅出场15次后便被德国球队相中，并将其招揽至德甲。

### 门兴格拉德巴赫
丹特于2008年12月27日正式加盟德甲球队门兴格拉德巴赫，并与后者签订了一份直到2013年夏天的合同。2009年3月20日，丹特迎来他的德甲首秀，在以0比1不敌保级对手波鸿的比赛中于下半场替补登场。他的德甲首个入球则在同年4月11日对阵最终的冠军沃尔夫斯堡时射入，但球队仍以1比2负于对手。巴西人在同年5月13日对阵科特布斯的比赛时还取得了一个戏剧性的绝杀，他在第91分钟接边锋马尔科·马林的传中头球破门，并帮助球队以1比0取胜。2009年5月23日，在当季德甲的最后一轮比赛中，丹特又射入门兴格拉德巴赫的唯一入球，以1比1战平多特蒙德，从而使球队获得参加保级附加赛的资格，避免了直接降入德乙。
在2009-10赛季的德甲揭幕战中，丹特因为一次糟糕的犯規领到红牌，导致球队在3比0领先的局面下被波鸿以3比3逼平。他在当季的首个入球发生于10月31日主场对阵汉堡的比赛中，他先是在第76分钟通过角球破门将比分扳为2比2平，又在第82分钟接队友罗布·弗里恩德的传球射入，帮助球队最终以3比2战胜对手。2010年4月9日，丹特接队友胡安·阿朗戈的任意球头槌破门，以2比0战胜法兰克福，球队得以成功保级。
2010-11赛季对于门兴格拉德巴赫是又一个艰难的征程。由于持续的伤病，丹特仅在联赛出场17次，球队也仅排名第16，需要参加保级附加赛。丹特在主客場制的附加赛中均打满了全场，球队顺利以总比分2比1战胜波鸿，得以于2011-12赛季继续留在德国的顶级联赛之列。
在接下来的赛季丹特取得了更大的成功，他参加了球队的全部38场比赛，并在每场比赛中均打满90分钟。2012年1月，丹特对媒体暗示他有可能会在合同结束前离开俱乐部，并希望加盟一家德国顶级俱乐部，备选方案包括拜仁慕尼黑、多特蒙德和勒沃库森。随后，他还代表门兴格拉德巴赫在德国杯半决赛对阵拜仁慕尼黑的比赛中影响了比赛的战果，在以2比4不敌对手的点球大战中，丹特及帕特里克·赫尔曼均射失点球，使得拜仁及多特蒙德得以顺利会师决赛。

### 拜仁慕尼黑
2012年4月26日，丹特同意在2012-13赛季加盟拜仁慕尼黑，转会费约为470万欧元。同年8月25日，丹特代表巴伐利亚豪门在联赛揭幕战中首次登场亮相，并帮助球队以3比0战胜格雷特霍夫。同年11月24日，在拜仁以5比0大胜汉诺威96的比赛中，丹特射入了他在球队首个具有竞争力的入球。丹特在拜仁的表现取得了立竿见影的效果，他在与巴德施图伯、范比滕和博阿滕的竞争中迅速赢得主力位置，成为球队的防守核心。在拜仁经历了良好的开端后，时任球队主教练的海因克斯告诉媒体，丹特会是拜仁出场名单中的首选之一；同时队长拉姆也对主教练的说法表示支持，他指出“丹特是与我共事过的最优秀后卫之一”。2013年4月6日，在拜仁以1比0击败法兰克福后，丹特获得了他自转会德国以来的首个联赛冠军。其后他又随拜仁获得了2013年欧洲冠军联赛决赛的胜利，但他在比赛中因对罗伊斯犯规而被判点球，导致对手以1比1扳平比分。在2013年6月1日拜仁于德国杯决赛战胜斯图加特后，丹特便在他加盟球队的第一个赛季便获得三冠王。

### 沃尔夫斯堡
拜仁慕尼黑於2015年夏季轉會窗關閉前，宣布陣中中後衛丹特將轉會至同為德甲球隊沃尔夫斯堡。

## 国家队生涯
丹特在2013年1月21日首次受到巴西国家足球队主教练斯科拉里的征召，入选了2月6日在伦敦温布利球场对阵英格兰的友谊赛阵容。他在比赛中首发登场，但英格兰凭借鲁尼和兰帕德的入球以2比1取胜。2013年6月22日，丹特又在2013年洲際國家盃小组赛最后一场对阵意大利的比赛中射入其首个国际比赛入球，他是在第33分钟替补大衛·雷斯登场，并于半场结束前帮助球队首开纪录。
2014年7月8日，丹特在2014世界盃與德國國家隊對戰的準決賽中，代替累計兩張黃牌被禁賽一場的隊長泰亞高·施華，少見的以先發後衛上陣。最終表現慘不忍睹，後防潰敗，德國以7-1大比分差擊敗地主巴西隊。

### 国家队入球
以下为丹特代表巴西上阵所取得的入球及比分：
| #  | 日期           | 地点                       | 对手   | 入球 | 赛果 | 赛事             |
| -- | -------------- | -------------------------- | ------ | ---- | ---- | ---------------- |
| 1. | 2013年6月22日  | 巴西萨尔瓦多，新水源體育場 | 義大利 | 1–0  | 4–2  | 2013年洲際國家盃 |
| 2. | 2013年11月16日 | 美国迈阿密花园，永明体育场 |        | 2–0  | 4–0  | 友谊赛           |

## 荣誉
拜仁慕尼黑
- 欧洲冠军联赛冠军：2013
- 欧洲超级杯冠军：2013
- 德国足球冠军：2013、2014、2015
- 德国杯冠军：2013、2014
- 德国超级杯冠军：2012
- 比利時足球甲級聯賽冠军：:2008

巴西
- 国际足联联合会杯冠军：2013

## 其它
在效力门兴格拉德巴赫期间，丹特便因其标志性的爆炸头而闻名，许多球迷经常会在主场比赛时会梳成“丹特式发型”或佩戴“丹特式假发”以表达爱戴之情。当他转会拜仁后，慕尼黑的球迷也延续了这一传统。此外，丹特还是一家德国反种族歧视组织的形象大使，并自2013年起成为联合国一家非宗教派别的儿童慈善团体的大使。
在随拜仁夺得2013年欧洲冠军联赛冠军后，由于受到巴西国家队的征召而备战联合会杯，丹特错过了同年的德国杯决赛，不过在看到拜仁击败斯图加特夺得三冠王时，他创作并发送了一段歌唱视频，为球队庆功宴献礼。随后这段视频被剪辑成了两个部分，分为《我们赢得冠军》（Wir gewinnen die Meisterschaft）和《还有杯赛》（… und Pokal auch）两首单曲，经过重新混音后进行商业发布及下载。凭借拜仁三冠王的热潮，这两首歌曲很快成为热门歌曲，迅速进入及稳定在德国流行音乐榜的前100名内，其中《我们赢得冠军》排在流行音乐榜的第88位，《还有杯赛》排在第79位。随着新歌曲获得好评，丹特也凭借音乐版权收获额外的收入，不过他已经宣佈，将所得款项全部捐给联合国儿童村项目和德国洪水的灾民。